# Баткенський район
Батке́нський район (кирг. Баткен району) — адміністративна одиниця у складі Баткенської області Киргизстану. Адміністративний центр — місто Баткен, яке до складу району не входить.

### Адміністративний устрій
До складу району входять 9 айильних аймаків, які включають в себе 42 села:
| Айильний аймак                 | Площа, км² | Населення, осіб (2014) | Адміністративний центр | Села |
| ------------------------------ | ---------- | ---------------------- | ---------------------- | ---- |
| Аксайський айильний аймак      | -          | 7833                   | Ак-Сай                 | 5    |
| Ак-Татирський айильний аймак   | -          | 6730                   | Ак-Татир               | 3    |
| Дар'їнський айильний аймак     | -          | 10022                  | Чек                    | 9    |
| Кара-Бацький айильний аймак    | -          | 10022                  | Кара-Бак               | 4    |
| Кара-Булацький айильний аймак  | -          | 12699                  | Бужум                  | 2    |
| Киштутський айильний аймак     | -          | 8651                   | Киштут                 | 6    |
| Самаркандецький айильний аймак | -          | 11243                  | Самаркандик            | 3    |
| Суу-Башинський айильний аймак  | -          | 5428                   | Боз-Адир               | 5    |
| Терт-Гюльський айильний аймак  | -          | 7401                   | Чон-Талаа              | 5    |